# Anthony Johnson

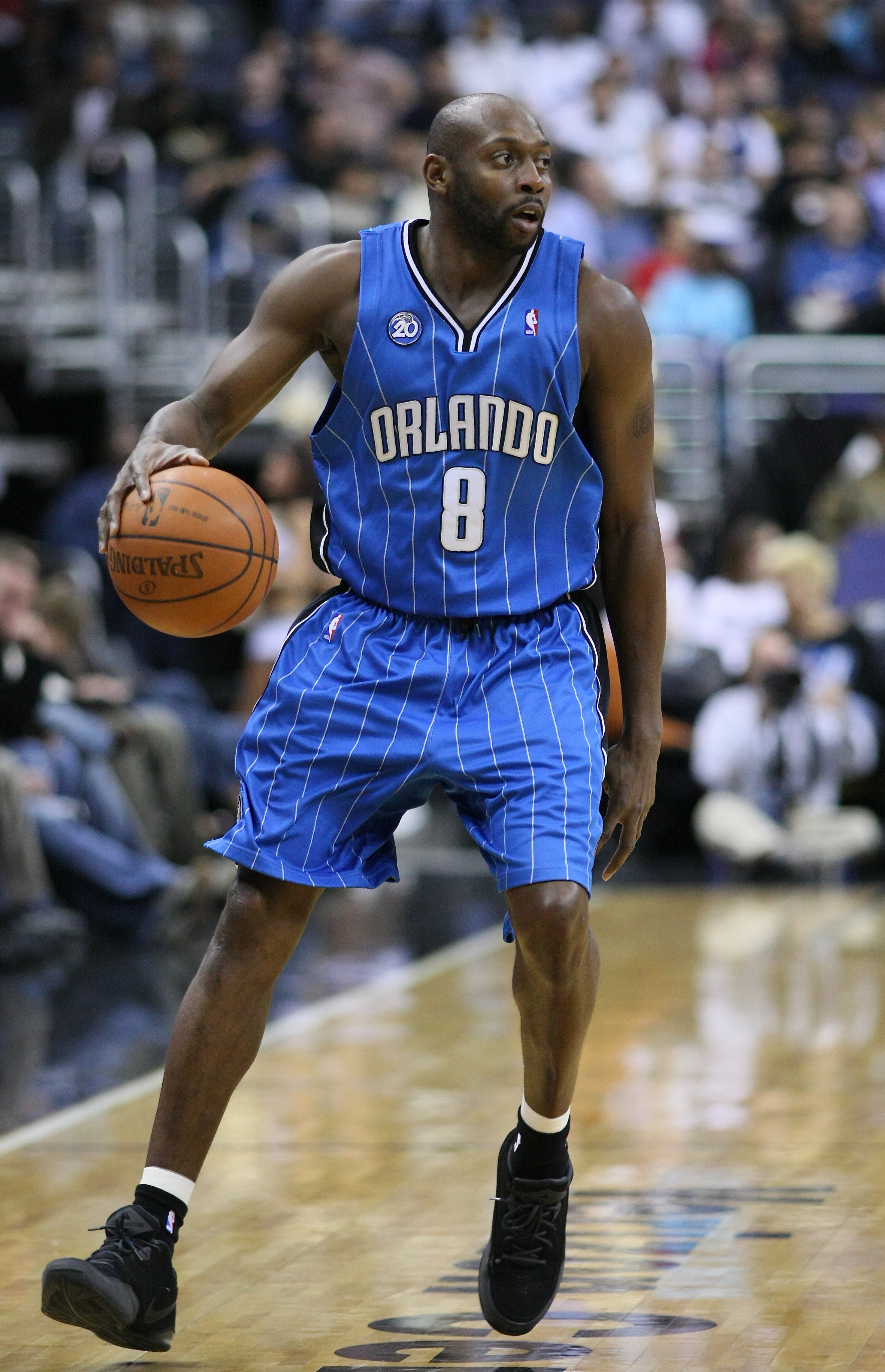

Anthony Mark Johnson (Charleston, Carolina do Sul, 2 de outubro de 1974) é um jogador profissional de basquetebol norte-americano que atualmente joga pelo Orlando Magic da NBA.

## Carreira
Iniciou a carreira em 1997 quando foi sorteado na segunda rodada da NBA pelo Sacramento Kings jogando ao lado de Shelden Williams e Ron Artest. Logo depois foi contratado pelo Atlanta Hawks aonde virou ídolo do time.
Atuou depois pelo Orlando Magic, Cleveland Cavaliers e Nova Jersey Nets que tinha na época Vince Carter e Richard Jefferson. Em 2004 foi oficialmente contratado para jogar no Dallas Mavericks tinha que Dirk Nowitzki, Jason Kidd e Marquis Daniels sendo assim] o vice-campeão da NBA perdendo para o Miami Heat possuía que Dwayne Wade e Shaquille O'Neal. Em 2008, Johnson se acertou com o Orlando Magic, clube ao qual atua hoje. Ele foi campeão da Conferência Leste da NBA ao vencer o Cleveland Cavaliers de LeBron James.